# ديفيد هاغبرغ
ديفيد هاغبرغ (بالإنجليزية: David Hagberg)‏ (9 أكتوبر 1942، دولوث في الولايات المتحدة - 8 سبتمبر 2019، ساراسوتا في الولايات المتحدة)؛ روائي أمريكي.